# Parablennius verryckeni
Parablennius verryckeni és una espècie de peix de la família dels blènnids i de l'ordre dels perciformes present des del Congo fins a Sierra Leone.
Els mascles poden assolir els 4,9 cm de longitud total.